# Leo Michelson
Leo Michelson (en letó: Leo Mihelsons), Riga, 12 de maig 1887 - Nova York, 1978, va ser un artista pintor i escultor letó, nacionalitzat estatunidenc.
Va estudiar a Sant Petersburg, i va estudiar anatomia a la Universitat de Tartu. Va haver d'abandonar el país durant la Revolució Russa. Va fugir a Alemanya, on es va acostar a l'impressionisme. Més tard va viatjar es va establir a França, on va ser membre de l'Escola de París. Va adquirir una reputació internacional per les seves pintures i escultures exposades per tot Europa. D'origen jueu, a l'inici de la Segona Guerra Mundial es trobava a França. Va reeixir a fugir cap al sud de França i via Tolosa i Lisboa va poder refugiar-se a Nova York als Estats Units a la darreria de l'any 1940. Hi va obtenir la ciutadania el 1945.
Leo Michelson va rebre la Legió d'Honor el 1937 i l'Orde del Mèrit a Letònia el 1938. Molts de les seves obres que havia abandonat a un magatzem a Riga van ser destruït pels nazis i pels russos.
El Michelson Museum of Art («Museu d'Art Leo Michelson»), que va ser inaugurat el 1985 a Marshall a l'estat de Texas, té una gran col·lecció de les seves obres.